# Ulla Jacobsson
Ulla Maj Jacobsson (Mölndal, 23 de mayo de 1929-Viena, 20 de agosto de 1982) fue una actriz sueca. Tuvo el papel principal en Un solo verano de felicidad (1951) e interpretó el único papel femenino con diálogo en la película Zulú (1964).

## Primeros años y carrera temprana
Jacobsson nació en Mölndal, Suecia, el 23 de mayo de 1929, hija de Gunnar Jacobsson y su esposa Sigrid.
Jacobsson trabajó en una oficina antes de ser una de los 48 candidatos elegidos para asistir a la Escuela de Teatro del Teatro Municipal de Gotemburgo en 1948. En 1950 se convirtió en estudiante de primer nivel en el mismo teatro y estuvo firmemente involucrada allí, comenzando a actuar en este teatro en 1952 hasta mediados de la década de 1950. Comenzó su carrera profesional en su Gotemburgo natal y apareció en papeles de teatro clásico y moderno, obteniendo especial atención por su participación en la obra Det lyser i kåken en 1950, antes de dedicarse al cine.

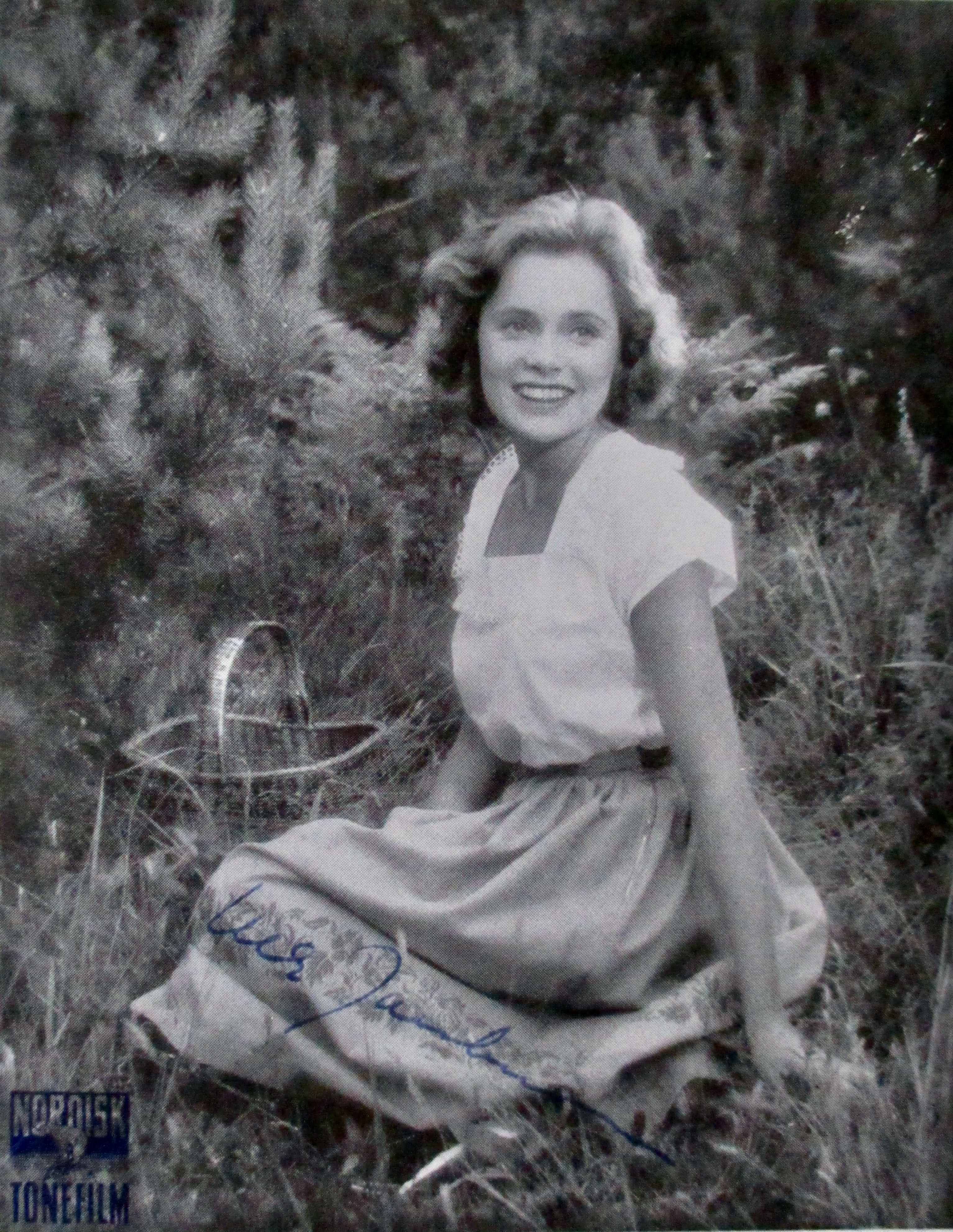
Ulla Jacobsson en la década de 1950.

Hizo su debut cinematográfico en 1951 en un papel menor en la película Bärande hav antes de que el mismo año tuviera su gran oportunidad en Un solo verano de felicidad (1951) de Arne Mattsson, que la hizo famosa internacionalmente por sus escenas de desnudos. La película que ganó el primer premio en el Festival de Cine de Cannes en 1951. Bosley Crowther, escritor de The New York Times, declaró: «Ulla Jacobsson, como la granjera, es una joven sensible y expresiva que retrata de manera asombrosa los caprichos y los terrores de una inocente doncella enamorada».
Continuó apareciendo en películas suecas hasta 1957, incluidas Karin Månsdotter (1954), Herr Arnes penningar (1954) y Sonrisas de una noche de verano (1955) de Ingmar Bergman, antes de mudarse a Viena en 1957 para actuar en teatro. Posteriormente apareció principalmente en películas alemanas, francesas e inglesas, pero ocasionalmente hizo apariciones especiales en su país de origen en cine, televisión y teatro.

## Carrera internacional
A fines de la década de 1950, Jacobsson dejó de actuar en películas suecas y apareció en películas de Estados Unidos, Francia, España, Alemania e Inglaterra. Jacobsson hizo su primera aparición en una película estadounidense en  Love Is a Ball (1963), un intento de convertirla en un símbolo sexual basado en sus escenas de desnudos en Un solo verano de felicidad, algo común entre las actrices extranjeras en los Estados Unidos en la década de 1960. Ese mismo año, apareció en el episodio de la primera temporada, «The Final Hour», del programa de televisión estadounidense El virginiano. Su popularidad entre el público masivo le valió el papel de Margaretta Witt en la película de aventuras Zulú (1964), el único papel femenino con diálogo en la película, junto a Michael Caine. Otros papeles notables incluyen Los héroes de Telemark (1965), donde actuó junto a, entre otros, Kirk Douglas y Richard Harris, y La Servante (1970). Un premio notable fue el Deutscher Filmpreis (Premio de Cine Alemán) a la Actriz de Reparto en Lo mejor de la vida (1967). Hizo apariciones en programas de cine y televisión hasta 1979, año donde hizo su último papel en la película para televisión alemana Das Ding.

## Vida personal

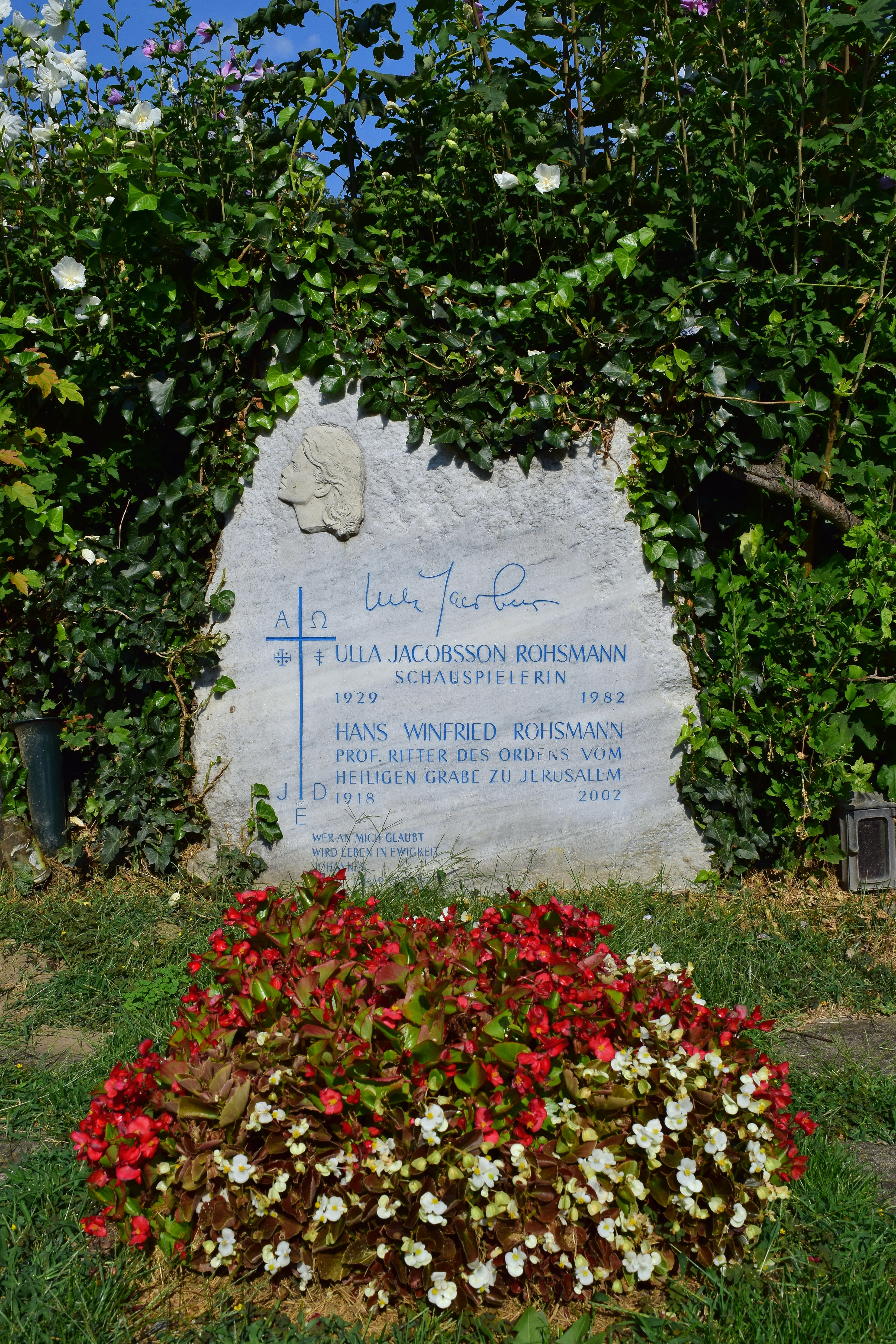
Tumba de Ulla Jacobsson Rohsmann en el Cementerio central de Viena.

El primer marido de Jacobsson fue un ingeniero vienés llamado Josef Kornfeld. Este matrimonio le trajo la ciudadanía austriaca. También tuvieron una hija llamada Ditte. Durante la década de 1950, Jacobsson se casó con su segundo marido, el pintor neerlandés Frank Lodeizen (1931-2013), con quien tuvo un hijo llamado Martin. En 1960 se casó con su tercer marido, el médico austriaco Hans Winfried Rohsmann (1918-2002), y se mudó a Viena, Austria.

## Muerte
Jacobsson murió en Viena, Austria, de cáncer óseo el 20 de agosto de 1982, tenía 53 años. Fue enterrada en el Cementerio central de Viena.

## Legado
En 2015, una plaza de su ciudad natal de Mölndal recibió el nombre de Jacobsson.

## Filmografía

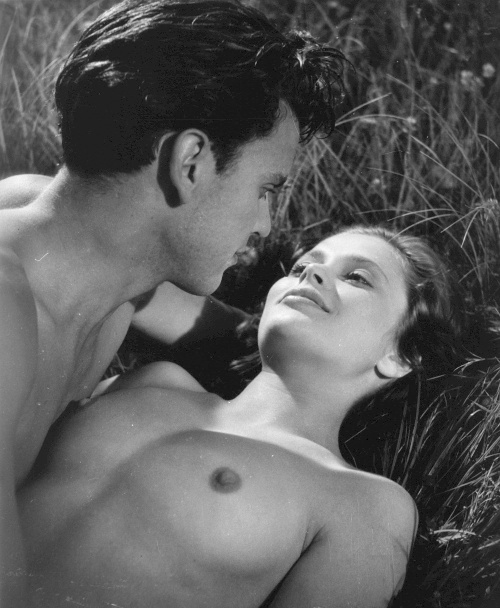
La controversial escena de desnudo de Jacobsson (junto a Folke Sundquist) en Un solo verano de felicidad (1951) de Arne Mattsson.

| Año  | Título                             | Papel              | Notas                                                              |
| ---- | ---------------------------------- | ------------------ | ------------------------------------------------------------------ |
| 1951 | Bärande hav                        | Prometida de Nisse |                                                                    |
| 1951 | Un solo verano de felicidad        | Kerstin            | Ganó el primer premio en el Festival de Cine de Cannes             |
| 1953 | All jordens fröjd                  | Lisbet Enarsdotter |                                                                    |
| 1954 | Die heilige Lüge                   | Lena Larsen        |                                                                    |
| 1954 | ...und ewig bleibt die Liebe       | Marieke            |                                                                    |
| 1954 | Karin Månsdotter                   | Karin Månsdotter   |                                                                    |
| 1954 | Herr Arnes penningar               | Elsalill           |                                                                    |
| 1955 | Der Pfarrer von Kirchfeld          | Anne Birkmaier     |                                                                    |
| 1955 | Sonrisas de una noche de verano    | Anne Egerman       |                                                                    |
| 1956 | Crimen y castigo                   | Nicole Brunel      |                                                                    |
| 1956 | El largo viaje                     | Elli               |                                                                    |
| 1957 | Die Letzten werden die Ersten sein | Wanda              |                                                                    |
| 1958 | Körkarlen                          | Edit               |                                                                    |
| 1958 | Noche amarga                       | Melanie            |                                                                    |
| 1959 | Llegaron dos hombres               | Laura, maestra     |                                                                    |
| 1959 | Und das am Montagmorgen            | Delia Mond         |                                                                    |
| 1960 | Im Namen einer Mutter              | Vicky Merlin       |                                                                    |
| 1961 | Riviera-Story                      | Anja Dahlberg      |                                                                    |
| 1962 | Una domenica d'estate              |                    |                                                                    |
| 1963 | Love Is a Ball                     | Janine             |                                                                    |
| 1964 | Zulú                               | Margareta Witt     |                                                                    |
| 1965 | Los héroes de Telemark             | Anna               |                                                                    |
| 1965 | Nattmara                           | Maj Berg           |                                                                    |
| 1967 | Lo mejor de la vida                | Lore Lucke         | Jacobsson ganó un Deutscher Filmpreis a la Mejor Actriz de reparto |
| 1968 | Adolphe ou l'Âge tendre            | Hélène / Ellénore  |                                                                    |
| 1968 | Bamse                              | Vera Berg          |                                                                    |
| 1970 | La servante                        | Ulla Marbois       |                                                                    |
| 1974 | Einer von uns beiden               | Señora Kolczyk     |                                                                    |
| 1975 | La ley del más fuerte              | Madre de Eugen     |                                                                    |
| 1979 | Das Ding                           | Madre de Rocky     | Película para televisión                                           |